# Frank Klepacki
Frank Klepacki (sinh ngày 25 tháng 5 năm 1974) là một nhạc sĩ, nhà soạn nhạc video game và là giám đốc âm thanh người Mỹ được biết nhiều nhất với công việc của ông trong loạt game Command & Conquer. Học chơi trống khi còn một đứa trẻ, ông tham gia Westwood Studios để làm nhà soạn nhạc khi chỉ mới 17 tuổi. Ông sáng tác nhạc cho một số trò chơi, bao gồm loạt Lands of Lore, trò Dune của Westwood Studios, loạt The Legend of Kyrandia, Blade Runner và Command & Conquer. Công việc của ông trong Command & Conquer: Red Alert giành được 2 giải thưởng.
Ông sống ở Las Vegas, nơi ông định hình một sự nghiệp solo cũng như chơi và sản xuất cho một số ban nhạc địa phương . Công việc cá nhân và ban nhạc của ông theo nhiều thể loại, bao gồm nhạc dao hưởng, nhạc rock, nhạc hip hop, nhạc linh hồn và funk. Ông gọi phong cách của âm nhạc của ông là "Rocktronic" . Tác phẩm của ông đã xuất hiện trên nhiều phương tiện truyền thông khác nhau, bao gồm cả chương trình The Ultimate Fighter của Spike TV.
Klepacki hiện là giám đốc âm thanh của Petroglyph Gamer, nơi ông soạn nhạc cho Star Wars: Empire at War . Frank Klepacki cũng được liên lạc để soạn nhạc cho Command & Conquer 3: Tiberium Wars nhưng do quá bận rộn với Petroglyph để làm những dự án, và từ chối đề cập đến lời đề nghị . Tác phẩm gần đây nhất của Klepacki bao gồm 3 ca khúc, bao gồm Hell March 3 cho Command & Conquer: Red Alert 3 của EA Los Angeles. CD solo gần đây nhất của ông có Viratia, đi kèm với một truyện tranh mà ông giúp sản xuất .

## Cuộc đời và sự nghiệp ban đầu
Frank Klepacki được nuôi dưỡng bởi một gia đình nhạc sĩ gốc Ba Lan và Ý, sống ở Las Vegas . Ông vẽ nghệ thuật như một sở thích, nhưng âm nhạc chiếm phần lớn những sở ích đầu tiên của ông. Ông nhận được drumset đầu tiên của mình lúc 8 tuổi và bắt đầu biểu diễn chuyên nghiệp ở độ tuổi 11. Những ảnh hưởng đầu tiên đến phong cách của ông là từ các ban nhạc điện tử và Heavy Metal, bao gồm Depeche Mode, Afrika Bambaataa, AC/DC và Iron Maiden . Để làm chủ việc sử dụng guitar, bass và bàn phím nhạc cụ, ông thành lập ban nhạc địa phương và tạo ra một cuốn băng demo khi 17 tuổi. Động lực của ông để đa dạng hóa khả năng công cụ của mình là "không thể giao tiếp với các thành viên ban nhạc khác về ý tưởng... cho các bài hát gốc". Thiết bị âm thanh đầu tiên của ông là một băng ghi âm TASCAM 4-track, mà ông sử dụng để ghi các trình diễn, thực hành ban nhạc và biểu diễn trực tiếp .
Sau khi học chương trình BASIC trên một Tandy 1000 và trở nên quan tâm đến máy tính và video game, ông làm một thử nghiệm trò chơi cho Westwood Studio . Ông đã gửi băng demo của mình-được mô tả là "một bài hát guitar với đàn guitar điện dẫn và dây bàn phím, và hiệu ứng âm thanh của mưa"- cho giám đốc âm thanh của công ty . Công ty đang phát triển do đó cho ông làm nhà soạn nhạc cho phiên bản NES của DragonStrike và trò chơi máy tính Eye of the Beholder II . Sau đó ông sáng tác với trình tự MIDI cho một số trò chơi Dungeons & Dragons . Năm 1992, ông làm đạo diễn âm thanh của Dune II, cố gắng để bổ sung cho âm nhạc của bản gốc Dune Dune . Sau đó ông lưu ý rằng mình đã đẩy các chương trình trình tự Amiga của mình đến giới hạn trong khi ghi nhạc cho trò chơi . Trong khi làm việc trên Disney's The Lion King của Disney vào năm 1994, ông và nhóm Westwood đã được cho xem phác thảo của các bộ phim tính chưa hoàn thành . Nhà soạn nhạc của phim là Hans Zimmer sau đó ca ngợi Klepacki cho việc làm lại tác phẩm của ông . Sau khi hoàn thành The Legend of Kyrandia III,, Frank Klepacki đã gặp gỡ với các nhà lãnh đạo Westwood để thảo luận về trò chơi Command & Conquer sắp tới-trò đầu tiên trong một thương hiệu sẽ mang lại cho ông danh tiếng rộng hơn và nhiều lời khen ngợi .

### Thương hiệu Command and Conquer
Năm 1994, Frank Klepacki đã gặp gỡ với các nhà phát triển của Westwood Studios để thảo luận về soundtrack của dự án tiếp theo của công ty—Command & Conquer. Để xác định phong cách của trò chơi, Klepacki nghe một số ban nhạc, trong đó có Nine Inch Nails và Ministry,, vốn sẽ cung cấp phong cách công nghiệp mang tính biểu tượng được tìm thấy trong đa số các bài hát. Ông kết hợp các yếu tố khác nhau của âm nhạc này và thêm cảm ứng của riêng mình để tạo ra âm thanh độc đáo. Với sự thay đổi của công ty sang âm thanh 22 kHz, Klepacki soạn nhạc với một mẫu ASR-10, một mẫu Roland S760, một mô-đun synth Roland JD 990 và một guitar điện . Một số bài hát đầu tiên mà ông sáng tác cho Command & Conquer có chứa giọng nói bao gồm các mẫu của Act on Instinct và No Mercy (trích dẫn lời tuyện bố từ Bill & Ted's Bogus Journey). Các mẫu này sau đó can thiệp với âm thanh nói của trò chơi, và được thay thế với các phiên bản không có tiếng nói, mặc dù các phiên bản ban đầu (và một số khác không được sử dụng) vẫn có thể được tìm thấy trên DOS C&C và đĩa Covert Operations. Phiên bản hoàn thiện của những bài này sau đó xuất hiện trên nhạc nền thương mại của trò chơi . Ông tiếp tục lấy mẫu clip từ phim ảnh và các phương tiện truyền thông khác trong suốt sự nghiệp của mình, chẳng hạn như sử dụng một câu nói từ The Brain from Planet Arous trong bài Brainfreeze của Yuri's Revenge. Công cụ tiếp theo của Klepacki cho Command & Conquer được lấy ảnh hưởng từ nhạc giao hưởng, nhạc nhà, heavy metal và nhạc hip hop. Đối với phần credit, Klepacki viết Airstrike, vốn sau đó được sử dụng trong Command & Conquer: Tiberian Sun cho Global Defense Initiative. Ngược lại, kết thúc của Brotherhood of Nod sử dụng bài hát Destructible Times từ ban nhạc địa phương của Klepacki, I AM. Nhà phát triển yêu cầu dùng bài hát vì nó "phản ánh các khía cạnh chiến tranh và sự rung cảm bad-ass của phe Nod."  Bản mở rộng của C&C là The Covert Operations có 7 nhạc môi trường, tất cả đều được nằm trong đĩa CD Audio chất lượng cao . Mặc dù soundtrack không được phát hành thông qua bán lẻ, Westwood bán nó theo đơn đặt hàng đặc biệt thông qua trang web của họ và trong danh mục sản phẩm trò chơi .

Frank Klepacki và Joseph D. Kucan trong 1 đoạn cắt cảnh của Red Alert

Trong khi làm việc trên The Covert Operations, Frank Klepacki biên soạn Hell March từ ý tưởng của "một giai điệu rock để khởi động diễu hành," kết thúc bài hát trong một ngày sau khi phát minh guitar riff . Sau khi lắng nghe bài hát, giám đốc Brett Sperry quyết định bài hát này sẽ được sử dụng là nhạc chủ đề của Command & Conquer: Red Alert . Ban đầu được dự định là sử dụng cho Brotherhood of Nod, nó minh họa mẫu quân sự, bao gồm diễu hành, âm thanh công nghiệp, và một chỉ huy ra mệnh lệnh. Klepacki ban đầu ghi nhạc cho Red Alert với phong cách khoa học viễn tưởng camp trong tâm trí, nhưng những bài hát ban đầu đã được gác lại. Ông sau đó thay đổi dụng cụ để viết những mẫu gritty, khiến đội Red Alert mở rộng theo phong cách của Command & Conquer . Trong lúc chuẩn bị để biên soạn, Klepacki mua lại thư viện mẫu mới cho các âm thanh độc đáo và lạ. Tâm trạng sáng tạo đặc biệt thường cho kết quả là một vài bài hát tại một thời điểm. Đầu tiên ông viết các bài hát nặng như Workmen và Crush, sau đó bao gồm các nhạc trung lập và tổng hợp, chẳng hạn như Vector và Roll Out. Klepacki ghi Fogger và Mud, một trong những bài yêu thích cá nhân của mình, trước khi kết thúc với Militant Force và Radio 2. Ông tạm nghỉ làm việc để làm khách mời xuất hiện như một người lính Liên Xô bị giết bởi Joseph D. Kucan và một tư lệnh quân Đồng minh trong một đoạn cắt cảnh của Red Alert. Trước đây ông xuất hiện như một người lính Nod và lồng tiếng cho commando trong Command & Conquer và sẽ góp phần trong các trò chơi tương lai của Westwood .
Sau khi hoàn thành Red Alert, ông đã dùng thời gian nghỉ ngắn để xem xét công việc của mình. Ông kết luận rằng một số bài hát có thể được tăng cường, nhưng Red Alert đã đến giai đoạn vàng, ngăn chặn các phiên bản mới . Những bản hòa âm này sau đó xuất hiện trên Command & Conquer: Sole Survivor. Nhạc của Red Alert được bình chọn là nhạc video game hay nhất của năm 1996 bởi tạp chí PC Gamer và tạp chí Gameslice, đánh bại bài nhạc của Trent Reznor biên soạn cho Quake  Nhà phê bình gọi nó là "rất vui để nghe" và "không ai sánh kịp." . Vào năm 2005, Red Alert được liệt kê trong sách kỉ lục thế giới do bán được vài triệu đơn vị, mang đến cholại Klepacki lượng khán giả rộng rãi nhất . Ông cũng đã viết nhạc bổ sung cho bản mở rộng của trò chơi là Counterstrike và Aftermath. Ông cho rằng sự thành công của Red Alert đã truyền phong cách hiện đại không được tìm thấy trong các trò chơi khác . Klepacki ban đầu phủ nhận độ phổ biến âm nhạc của mình, giả định rằng âm nhạc của ông "must only appeal to die-hards."  Ông coi là "rất kỳ quái" để nhận ra nhạc của ông đã đạt được sự nổi tiếng và từ đó đã chấp nhận người hâm mộ và nhà phê bình .

## Trò chơi sau đó của Westwood

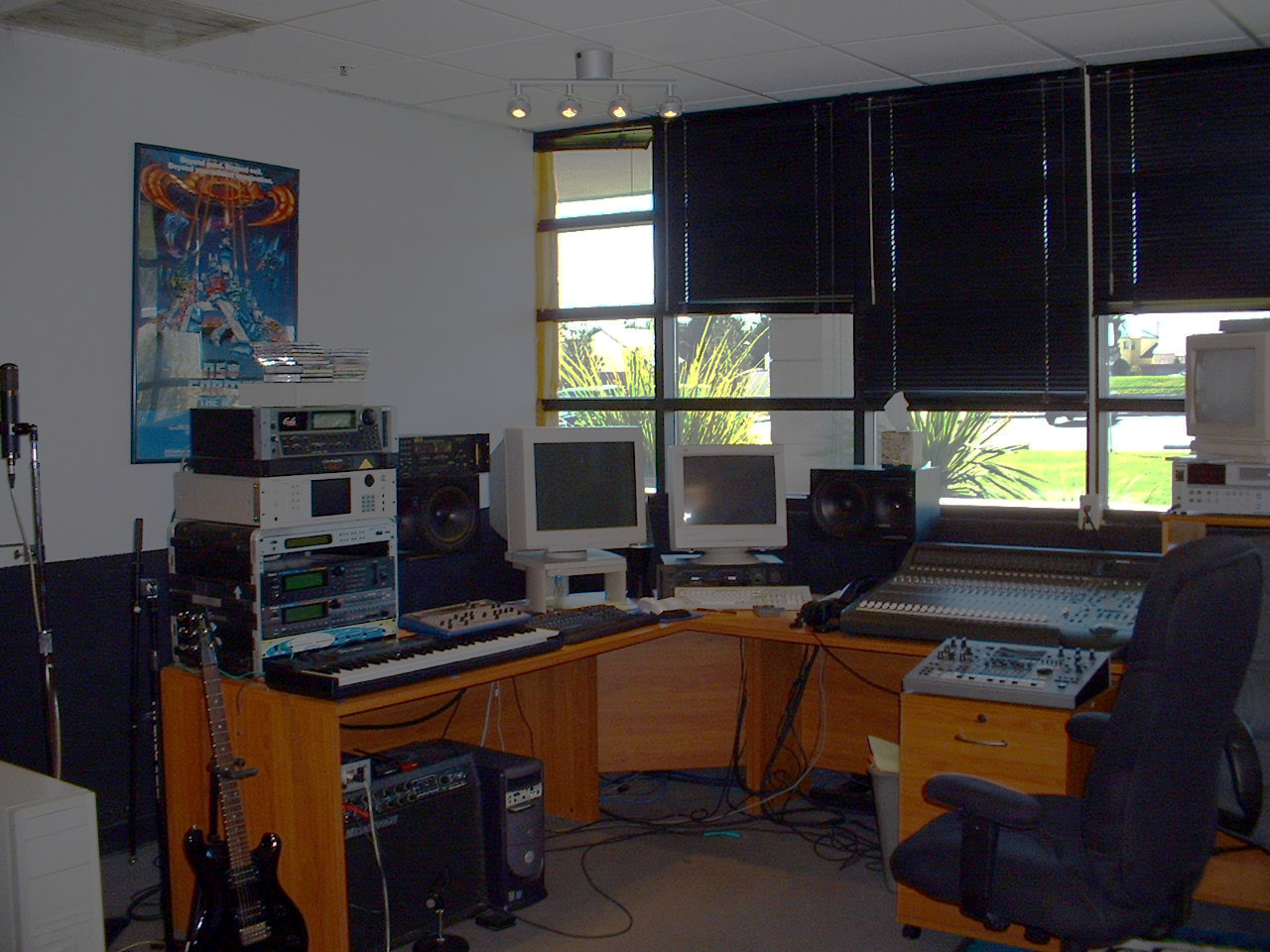
Văn phòng cuối cùng của Frank Klepacki ở Westwood

Năm 1997, Frank Klepacki soạn nhạc cho một chuyển thể của Blade Runner. Mặc dù Westwood mua lại quyền sử dụng nhạc phim gốc của Vangelis, công ty không được phép truy cập vào bản ghi âm tổng thể ban đầu, và Klepacki đã phải tạo nhạc nền bằng tai . Nhà phát triển hài lòng bởi sự quan tâm của ông đến từng chi tiết, cảm thấy âm thanh kỹ thuật số của ông nghe rõ hơn bản gốc . Năm 1998, Klepacki biên soạn nhạc cho Dune 2000. Ông cố gắng cập nhật âm nhạc từ Dune II từ "this non-blip stuff," và làm việc theo phong cách ban đầu của bộ phim sáng tác bởi Toto . Dune 2000 bị phê bình gay gắt, mặc dù nhạc của Klepacki được ca ngợi do tôn trọng phong cách truyền thống của Dune  .] Klepacki coi 2000 là một công việc dứt khoát hơn Dune 2, vốn hạn chế bởi những hạn chế phần mềm và phần cứng . Ông sáng tác nhạc cho Command & Conquer: Tiberian Sun với Jarrid Mendelson, người mà sau này ông hợp tác khi làm trên Emperor: Battle for Dune . Ông bắt đầu bằng cách viết Stomp, một mảnh rock tràn đầy năng lượng để tái tạo lại hiệu ứng của Hell March cho trò chơi mới . Trùng hợp, một trong các trailer của Command and Conquer 3 có Stomp làm nhạc nền. Westwood tuy nhiên muốn Tiberian Sun có âm nhạc ủ rũ và tối hơn và Stomp được thay thế. Do ý tưởng bị thay đổi rõ rệt theo hướng này, Klepacki nhờ Mendelson hợp tác. Tiberian Sun cuối cùng sử dụng nhạc công nghệ với giai điệu tối phù hợp với thiết lập hậu tận thế và tương lai của trò chơi . Klepacki nói "Mad Rap" là bài yêu thích của ông. Là một fan hâm mộ của Star Wars, ông rất thích ghi những đoạn cắt cảnh có James Earl Jones, người lồng tiếng cho Darth Vader . Các cảnh này cũng cho phép ông tích hợp nhạc chủ đề Airstrike và No Mercy vào nhạc của trò chơi mặc cho những thay đổi nói trên . Với bản mở rộng Firestorm , ông đã cố gắng "thiết lập những điều đúng" bằng cách viết những bài hát lạc quan hơn và bao gồm cả Stomp, vốn cũng xuất hiện trong Command & Conquer: Renegade .
Tiếp theo ông ghi nhạc cho Lands of Lore III và Command & Conquer: Red Alert 2. Klepacki xác định phong cách của Red Alert 2 với đàn guitar heavy metal và nhịp độ nhịp đập nhanh . Klepacki ghi nhạc cho trò chơi với Korg Tr-rack, Novation và Roland 5080 . Red Alert 2 cũng bao gồm bản remix của "Hell March". Sự trở lại của các bài hát năng lượng cao đã hài lòng một phần fan hâm mộ chỉ trích Tiberian Sun . Klepacki duy trì phong cách tràn đầy năng lượng trong bản mở rộng của Red Alert 2 là Yuri's Revenge. Đối với Command & Conquer: Renegade, Klepacki cố gắng cập nhật phong cách của Command & Conquer gốc bằng cách làm cho chúng "sành điệu và phức tạp hơn."  Một số nhạc trụ cột của Command & Conquer xuất hiện như kà phiên bản làm lại trong Renegade, bao gồm Target (Mechanical Man), Industrial, Act on Instinct và No Mercy. Các chủ đề chính của giai điệu là từ C&C 80's Mix, một mảnh bao gồm các bài soạn cho Covert Operations nhưng bị hủy bỏ trước khi phát hành . Đóng góp cuối cùng của Klepacki cho Westwood Studios là âm nhạc của Earth & Beyond, bao gồm 4 album . Mua lại bởi Electronic Arts vào năm 1998, Westwood bị thanh lý trong năm 2002 và các nhân viên còn lại đã được di dời đến EA Los Angeles . Một số người sáng lập của Westwood rời công ty. Mặc dù Frank Klepacki được mời cung cấp nhạc cho Command & Conquer: Generals và đã đệ trình một bản demo cho EA, ông đã không liên lạc cho sáng tác . Khi được hỏi trong năm [2002 là ông muốn tiếp tục ghi âm nhạc sau 10 trong kinh doanh, ông kêu lên: "ten down, next ten to go!"  Sau khi Westwood đóng cửa, ông phản ánh về công việc trong quá khứ của mình tại một bữa ăn tối được tổ chức bởi Joseph Kucan và các nhân viên cũ khác .

## Petroglyph Games
Klepacki trong một thời gian ngắn làm việc trên album solo rồi sau đó mới gia nhập Petroglyph Gamers như là giám đốc âm thanh toàn phần vào năm 2004 . Ông chuẩn bị bằng cách trở nên thành thạo trong các yêu cầu và nhu cầu của công việc . Nhiệm vụ đầu tiên của ông là ghi nhạc cho Star Wars: Empire at War, tựa game khởi động của Petroglyph Games; ông cũng giúp chọn diễn viên lồng tiếng . Một fan hâm mộ trung thành của thương hiệu Star Wars, Klepacki thích bổ sung phong cách của John Williams vì ông đã làm việc với các hiệu ứng âm thanh được sử dụng trong các bộ phim . Ông làm việc chặt chẽ với nhà lập trình để đảm bảo chức năng âm thanh hoàn hảo. Mặc dù ghi nhạc cho trò chơi là công việc của John Williams, Klepacki ước tính rằng ông đã đóng góp 20% chất liệu gốc. Ngoài nhạc chủ đề chính, ông cũng giảm thiểu chỉnh sửa của mình để giữ lại âm thanh Star Wars cổ điển . Chủ yếu công việc của ông bao gồm trong khu vực mới của vũ trụ Star Wars chỉ được tìm thấy trong Empire at War. Ông kêu gọi công việc của mình trên trò chơi là "đỉnh cao sự nghiệp của tôi,"  và cảm thấy ông đã dành toàn bộ cuộc sống của mình để chải chuốt khả năng của mình cho soundtrack đó . Như là một perk sáng tác, ông đã đến thăm Skywalker Ranch và Industrial Light and Magic, và tự hào trong việc có tên của ông gắn liền với một sản phẩm Star Wars chính thức .

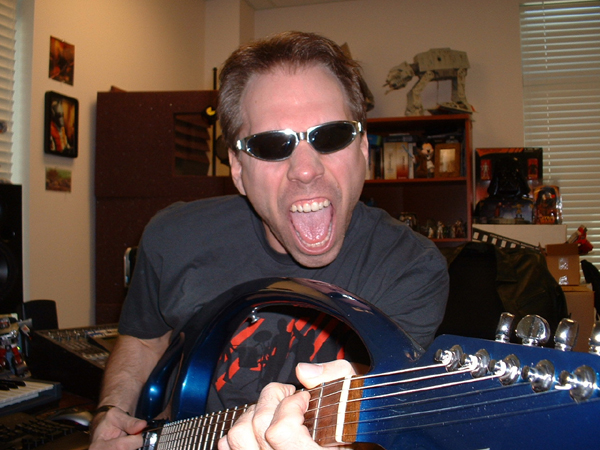
Frank Klepacki tại văn phòng của mình ở Petroglyph Gamers

Đối với bản mở rộng Forces of Corruption, ông tự do sáng tạo nhiều hơn với Star Wars bằng cách viết một bài chủ đề gốc cho phe tội phạm mới . Trong nỗ lực để soạn tác phẩm này, ông đã viết một số móc sơ bộ mà sau đó được tích hợp vào nhạc chủ đề chiến đấu của trò chơi . Chúng bao gồm 6 phần cho tổng số mở rộng, bao gồm cả nhạc chủ đề kết thúc. Để phù hợp với chủ đề tội phạm của trò chơi, Klepacki vay mượn các họa tiết và tái tạo lại tâm trạng từ những cảnh liên quan đến Jabba the Hutt trong Star Wars Episode VI: Return of the Jedi . Các bài nhạc của ông cho bản mở rộng đã được chấp nhận khi nộp hồ sơ cho LucasArts . Là giám đốc âm thanh của Petroglyph Gamers, ông cũng được quyền lựa chọn hiệu ứng âm thanh-một quá trình khó khăn do việt âm thanh của phe tội phạm có một "chút khác biệt, mà không đi lạc quá nhiều từ các âm thanh chữ ký gốc" . Klepacki làm việc với LucasArts để chọn diễn viên lồng tiếng, và đóng góp tài năng của mình với vai trò của IG-88 và các nhân vật phụ . Giọng lồng tiếng của ông được phát hành trên diễn đàn của Petroglyph sau khi có một ngàn thành viên đăng ký . Frank Klepacki được liên lạc để soạn nhạc cho Command & Conquer 3, nhưng quá bận rộn với nhiệm vụ tại Petroglyph và từ chối đề cập công khai lời đề nghị . Electronic Arts do đó thuê Steve Jablonsky sọan nhạc cho trò chơi ; một quản lý cộng đồng EA tại C&C 3 đề nghị rằng nhóm nghiên cứu âm thanh nên nghiên cứu âm nhạc của Klepacki và cố gắng tạo lại phong cách của ông . Klepacki cảm thấy Command & Conquer là một phần quan trọng của cuộc đời mình và ông thích trở về thời đại Tiberian . Ông thừa nhận rằng việc làm tại Petroglyph Gamers có thể ngăn cản ông làm việc với Electronic Arts .
Dự án tiếp theo Klepacki của là một trò chơi hợp tác bởi SEGA và Petroglyph là Universe at War: Earth Assault . Tính đến tháng 12 năm 2006, ông đã sáng tác bài hát cho nhiều phe phái khác nhau và được hưởng các cơ hội "để tạo ra một cái gì đó mới một lần nữa, không dựa trên... sở hữu trí tuệ hiện tại . Klepacki "bắt đầu tính đến những gì bài hát được xác định là fan hâm mộ yêu thích trong... công việc liên quan quá khứ" . Ông được phỏng vấn về quá trình sáng tạo vào ngày 27 tháng 3 năm 2007 bởi Kevin Yu, một quản lý cộng đồng của Petroglyph và cung cấp một tour du lịch chi tiết của xưởng của ông tại công ty . Văn phòng của ông bao gồm một trong các máy tính nhanh nhất tại Petroglyph và một gian hàng thanh nhạc mà câu trả lời của các đơn vị và những âm thanh khác đã được thử nghiệm và tinh chỉnh trước khi diễn viên lồng tiếng kết thúc công việc . Klepacki vui mừng rằng Universe of War đã không yêu cầu sự tuân phục chặt chẽ với một phong cách cụ thể. Tuyên bố bất ngờ của ông là trong cửa hàng cho người hâm mộ Command & Conquer chờ đợi ông trở về "cội nguồn" và "phong cách nhạc adrenaline", và đề nghị rằng họ "tưởng tượng suy nghĩ của tôi...khi Command & Conquer lần đầu tiên xuất hiện, và thêm khoảng mười lăm năm kinh nghiệm đó" . Klepacki tóm tắt phong cách chính của trò chơi trong khoảng thời gian ngắn trước khi phát hành:
“ Đối với Hierarchy—chủng tộc ngoài hành tinh xấu xa của chúng tôi-tôi đi theo một âm hưởng rock heavy metal, để đi cùng với cách họ giẫm đạp lên tất cả mọi thứ trên bản đồ với các đơn vị walker to lớn của họ. Novus-phe công nghệ cao, đánh và chạy của chúng tôi-được đặc trưng bằng điện tử công nghiệp để đi cùng với cảm giác robot tương lai của họ. Đối với phe thứ ba của chúng tôi, Masari-phe cổ xưa như các vì sao-tôi cung cấp một cảm giác dao hưởng sử thi, với những ảnh hưởng của thế gian để phản ánh bản chất như thần thánh của họ và các liên kết có vấn đề với quá khứ của chúng ta. Một bài của Masari, "Divine Intervention", trở thành chủ đề trung tâm của toàn bộ trò chơi. ”
Là giám đốc âm thanh, Klepacki cũng tạo ra nhiều hiệu ứng âm thanh cho Universe at War. Đối với phe Hierarchy ngoài hành tinh, ông tạo ra một thẩm mỹ "không tự nhiên" thông qua một "kho vũ khí của tiếng ồn đọc sai" . Klepacki sử dụng một "sự kết hợp của cần cẩu nặng được ghi nhận với các tác động overdriven" để cung cấp cho walkers của phe này như một "menacing machinelike breathing sound", và ngôn ngữ riêng của mình để ghi lại "various grunts, growls, mannerisms, and strange vocalizations . Kể từ khi các anh hùng của Hierarchy giao tiếp với người chơi bằng tiếng Anh, Klepacki chế các đối thoại có vẻ như người ngoài hành tinh "nói chuyện thần giao cách cảm với bạn, với một hiệu ứng mặt nạ trên tiếng nói của họ...như những lời được chuyển thẳng đến bộ não của bạn" . Các hiệu ứng của Novus thường theo từng giai đoạn và tham gia "chuyển động cơ khí, điện, và âm thanh kim loại". Ông đã phát minh ra một ngôn ngữ khác cho hai nhân vật Viktor và Mirabel, đôi khi nói chuyện với nhau. Cuối cùng, ông dùng thời tiết và các âm thanh tự nhiên khác cho Masari, mô tả không khí của họ như là "more weight, thunder, heavy bass rumblings, vortex gusts..."  Klepacki chỉ đạo diễn xuất bằng giọng nói để có một cảm giác "cao quý và mạnh mẽ" mà không có vẻ ngoài thời trung cổ hay quá ấn tượng.. Ông cuối cùng cảm thấy rằng mình đã làm công việc của "ba người" với Universe at War, như là trò chơi yêu cầu âm thanh thay đổi liên tục, yêu cầu cảnh giác và hỗ trợ lập trình  Divine Intervention sau đó được đề cử giải thưởng bởi Game Audio Network Guild và nhạc nền đã được phát hành như là một tải về miễn phí sau những nỗ lực của Petroglyph hướng tới việc phát hành truyền thống gây thất vọng .
Klepacki sau đó sáng tác 3 bài hát cho Command & Conquer: Red Alert 3, bao gồm Hell March 3. Hell March 3 được ghi lại với sự trợ giúp của một ban nhạc rock 4 mảnh cùng với dàn nhạc giao hưởng Skywalker Symphony Orchestra và hợp xướng ở Choir tại Skywalker Sound; choir cũng hát bằng tiếng Nga cho một phiên bản cập nhật của Grinder từ Red Alert 2 . Ông nhận xét trong năm 2008 rằng ông chưa không bao giờ chán Hell March và rất biết ơn vì nó đã gây được tiếng vang với nhiều người hâm mộ . Trong khoảng thời gian này, ông sáng tác bằng cách sử dụng Cubase, Kontakt, MOTU 2408 và vài dụng cụ . Phối hợp với Video Games Live, Klepacki thực hiện Hell March và phiên bản Red Alert 2 ở Las Vegas trong năm 2008, và sau đó thực hiện Hell March 3 ở Hà Lan với một dàn hợp xướng và choir thông qua loạt Games in Concert; ông mặc một bộ đồng phục quân đội Liên Xô nhập ngũ cho bài hát . Klepacki bày tỏ mong muốn trong năm 2009 kà soạn nhạc cho loạt game Unreal Tournament và trò chơi Transformers tiếp theo, cũng như một bộ phim "bom tấn" .

## Chơi solo và ban nhạc

Bìa sau của There's a Home; Klepacki là trong hình dưới bên phải

Frank Klepacki chơi và sản xuất album cho một số ban nhạc Las Vegas. There's a Home của I AM' là CD đầu tiên có độ dài đầy đủ của ông. Ban nhạc có Greg Greer là ca sĩ, Rod Arnett dùng bass, Dan Ryan chơi guitar và Frank Klepacki chơi trống . Thành lập từ mục nhịp điệu của ban nhạc địa phương Shatterbone, I AM phát hành một album vào năm 1995 và tan rã . Được mô tả như là theo phong nhạc rock tiến bộ thay thế, âm nhạc của nhóm có ảnh hưởng từ Tool và Soundgarden . Bài hát Destructible Times đã được sử dụng cho kết thúc của Brotherhood of Nod trong Command & Conquer gốc . Sau khi chia tay, Klepacki gia nhập Home Cookin', gồm 10 thành viên chơi funk và linh hồn theo truyền thống của Tower of Power . Được thành lập vào năm 1989, Home Cookin cho ra mắt thương mại với Mmm, Mmm, Mmm, vào năm 1997 và phát hành một album thứ 2 (Pink in the Middle) vào năm 2000 trước khi giải tán sau một tour du lịch ở California . Cho đến khi tan rã, nhóm chơi tại Quark's Bar của Star Trek: The Experience và tại Boston Grill and Bar . Nhóm đôi khi trình diễn với 4 thành viên funk hành động có tên Junkfood . Home Cookin' được phổ biến bởi các độc giả của Las Vegas Weekly, giành được nhiều giải thưởng trong lịch sử của nó, bao gồm cả "Best Horns" trong một ban nhạc . Klepacki tự hào cho rằng số người bầu cho ban nhạc tại câu lạc bộ là thường trên 400 người . Năm 2003, ông thành lập The Bitters, một bộ ba gồm Klepacki, tay bass Vinny Moncada và tay guitar Jeff Murphy. Với một phong cách được mô tả như metal và fusion jazz, nhóm đã phát hành một album vào tháng 8 năm 2006 . Klepacki cũng là thành viên của nhóm Mo Friction, được hỗ trợ bởi các cựu thành viên của Home Cookin'. Album đầu tay của họ đánh dấu chuyến lưu diễn đầu tiên của Klepacki là ca sĩ chính của ban nhạc .
Frank Klepacki bắt đầu chơi solo vào năm 2002 với Morphscape. Sản xuất bắt đầu vào năm 1996 với bài Cybertek, mặc dù album vẫn chưa được lên kế hoạch vào thời điểm này. Phần còn lại của các bài hát trong Morphscape được sáng tác sau Red Alert 2. Klepacki sáng tác ca khúc chủ đề của album trong khi làm việc trên Command & Conquer: Renegade và cảm thấy phong cách của trò chơi là rất rõ ràng trong Morphscape . Klepacki phát hành sản phẩm cuối cùng sau khi Westwood giải thể. Nguồn cảm hứng lớn nhất của ông trong việc tạo ra solo là quân đoàn của người hâm mộ quan tâm đến Command & Conquer . Klepacki tạm thời ngưng sáng tác nhạc video game để viết hai album solo khác với cái đầu tiên trong số đó là Rocktronic. Phát hành vào năm 2004, album đã được mô tả như là tối, sắc nét và nặng theo một cách phù hợp với người hâm mộ Command & Conquer . Klepacki tìm ra mẫu và các công cụ cụ thể được sử dụng trong Command & Conquer soundtrack để sử dụng trong việc phát hành; tựa "Rocktronic" là một nỗ lực để đặt tên cho phong cách âm nhạc của ông. Đánh trống trong một số bài hát, album của Klepacki là thứ bán chạy nhất của ông. Sau Rocktronic là Virtual Control, phát hành vào năm 2005. Klepacki bổ sung phong cách thông thường của mình với các thí nghiệm trong hip hop trong album. Track từ mỗi lần phát hành được sử dụng trong The Ultimate Fighter, cùng với một số nhạc chủ đề tùy chỉnh viết cho chương trình .
Ngày 1 tháng 8 năm 2006, ông tiết lộ dự án solo tiếp theo sẽ mang tên Awakening of Aggression và khẳng định âm nhạc sẽ là "nặng" và "hard-hitting" . Khi được phỏng vấn, Klepacki nói rằng ông chuyển căng thẳng vào nhạc nặng của album mới . Aggression phát hành vào tháng 10 cùng năm và có sẵn trên iTunes vào ngày 7 tháng 12. Ông chứa đầy những ghi chú lót của album với tên của người hâm mộ đã mua nhạc của mình . Tính đến tháng 4 năm 2007, ông phỏng đoán rằng một phiên bản solo mới sẽ được sẵn sàng vào cuối năm . Sau khi thiết lập sự công nhận trên Ultimate Fighter, Klepacki bắt đầu soạn nhạc chủ đề cho Inside the MMA và HDNet Fights của HDNet vào mùa thu năm 2007 . Trong khoảng thời gian này, ông vào được vòng chung kết cấp quận của cuộc cạnh tranh "drum-off" của Guitar Center sau khi chiến thắng hai thách thức cửa hàng ở Las Vegas nhưng bị loại . Album solo Infiltrator của ông được phát hành vào tháng 4 năm 2009. Theo Frank, album được lấy cảm hứng từ công việc gần đây trên loạt Red Alert . Klepacki thích Las Vegas nhờ vào sự đa dạng của tài năng âm nhạc và số lượng sung mãn của chương trình và hấp dẫn . Ông đóng góp tính hội viên của mình được nâng lên trong thành phố, lưu ý rằng một trong đã để "đứng ra" để được chú ý trong số các bầu không khí vui chơi giải trí của Vegas . Las Vegas Weekly của thành phố vinh danh ông như là một "nhà soạn nhạc Badass" trong số giữa tháng 4 năm 2009, làm nổi bật cơ sở fan của ông và làm việc như là nhà sản xuất cho các ban nhạc địa phương khác nhau .

## Công việc và niềm tin
Khi soạn nhạc cho video game, Frank Klepacki dành một vài ngày để sáng tác và làm chủ một bài hát trung bình . Ông cảm thấy viết nhạc cho trò chơi có phần khó khăn vì phần mềm xây dựng ban đầu chỉ có sẵn để chơi; ông đôi khi phải sáng tác các bài hát dựa trên mô tả mơ hồ . Soạn nhạc cho những đoạn cảnh cắt thì dễ dàng hơn và Klepacki thích soạn với cảm hứng và chỉ đạo từ thiết kế nghệ thuật của trò chơi . Tuy nhiên, ông thích sáng tác cho trò chơi trong suốt sự phát triển của nó hơn là viết bài hát cho một sản phẩm hoàn tất . Ông cảm thấy rằng âm nhạc trò chơi là khó sáng tác hơn so với phim hoặc âm nhạc solo do ông phải sáng tác cho tất cả các tình huống mà một người có thể khám phá ra hoặc thiết kế . Klepacki duy trì mẫu với một cơ sở của các công cụ thông thường chuẩn bị cho cảm hứng bùng phát đột ngột, vì ông ghét việc "có vấn đề kỹ thuật...như một chướng ngại vật."  Khi được hỏi quá trình sáng tác bắt đầu như thế nào, Klepacki trả lời:
“ It starts with knowing what I'm composing for. Is it a battle theme, or main title, or ambient theme, etc. Then I figure out what type of mood or style best fits...the subject matter. From there it's about picking the right instrumentation and then the writing process starts. It could start with anything; a guitar riff, a French horn melody, a drum rhythm or bass line. Then I keep alternating instruments track by track recording one part at a time until I have something that sounds full and gets the point across I'm trying for. ”
Klepacki cũng nói rằng phần thưởng của việc sáng tác âm nhạc cho video game là làm việc với một đội ngũ mà ông so sánh với hóa học giữa các thành viên ban nhạc-và biết rằng mình là một phần của một nguyên nhân lớn hơn . Ông tin rằng âm nhạc trò chơi có thể cải thiện nếu nghệ sĩ tập trung vào chất lượng và nguồn cảm hứng bắt nguồn từ chơi trò chơi. Ông đã bày tỏ sự quan tâm trong việc Electronic Arts bán nhạc của mình trong các cửa hàng bán lẻ, đứng bên cạnh các video game hay nhất trong các cửa hàng điện tử . Ông khuyên những người có nhu cầu tham gia kinh doanh video game cần tham gia công ước và điều tra các công ty phát triển . Ông cũng lưu ý trong năm 2008 rằng "composition and engineering skills are now required," tư vấn cho các nhà soạn nhạc mới nổi để đảm bảo công việc của họ có chất lượng tương đương phim . Klepacki rất vui vẻ để xem các trò chơi cũ được cung cấp trên Wii, hy vọng rằng game thủ đang "recognizing once again that simple, short fun experiences are just as good as...long, huge-production experiences."  Klepacki đã liệt kê các ảnh hưởng đến phong cách của mình trong việc soạn nhạc: "John Williams naturally for my love of Star Wars and his style in general, Michael Kamen for his composing diversity, Metallica for sparking my metal influence, Vince Dicola who in my opinion is way under-rated for his great work, Sly & The Family Stone for inspiring funk, syncopation, and positive energy, Larry Graham for inspiring me to play funk bass, Nine Inch Nails for their unique uses of mangled sound, and Rob Zombie for combining music with a theme and persona." 

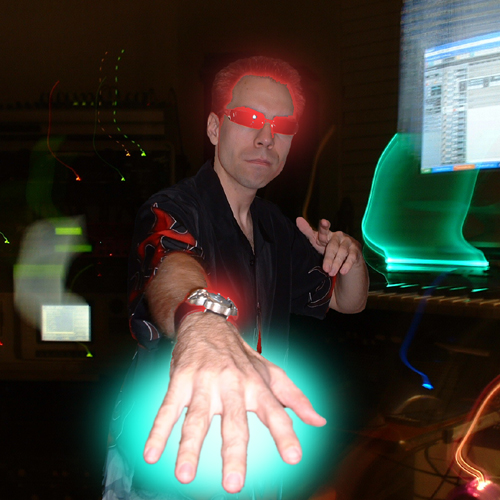
Ảnh của Frank Klepacki từ Rocktronic

Klepacki điều hành một website cá nhân minh họa tiểu sử, các cuộc phỏng vấn lưu trữ và một danh sách các bài hát trực tiếp trong 128 kbit/s mp3. Âm nhạc của ông cũng có sẵn trên iTunes. Là một fan hâm mộ Star Wars, ông đã viết rộng rãi bằng văn bản về buổi ra mắt của 2 phần trước cuối cùng trên trang web của mình . Ông cũng duy trì một tài khoản tại YouTube và đã đăng video công việc của mình với các ban nhạc khác . Ông ủng hộ một cách hăng hái điện ảnh kỹ thuật số, tin sự trung bình là đỉnh cao của chất lượng . Ông cũng đã ghi nhạc cho 2 bộ phim ngắn, và giành một giải thưởng CineVegas cho công việc của mình với Unreel Invasion . Klepacki tin rằng thể loại âm nhạc video game là được tôn trọng hơn trước. Ông lưu ý rằng âm nhạc phức tạp và chất lượng đi kèm với chi phí cao hơn, thúc đẩy một số nhà sản xuất nhất định chỉ đơn giản là "để ai đó có thể sao chép các âm thanh của Hollywood" thay vì nuôi dưỡng phong cách gốc . Khi được hỏi về điểm thấp nhất trong sự nghiệp của mình, ông nhắc đến Order of the Griffon cho TurboGrafx-16, trích dẫn những khó khăn với giới hạn khả năng âm nhạc của hệ máy . Liên quan đến sự nghiệp solo và Westwood, Klepacki hối tiếc "không tham dự nhiều chức năng thú vị của công ty và tiệc tùng trong khi thay vào đó tôi ký hợp đồng biểu diễn với các ban nhạc với tâm lý cố gắng để được ký kết hoặc được phát hiện."  Khi được hỏi về suy nghĩ của ông về sự nghiệp của mình, Klepacki trả lời:
“ Điều mỉa mai là mục tiêu ban đầu của tôi trong cuộc sống là trong một ban nhạc nổi tiếng, các tour du lịch thế giới và bán hàng triệu album. Mặc dù điều đó không xảy ra, tôi có cái gì khác khiến mình hài lòng. Thay vì là trong một ban nhạc nổi tiếng, tôi đạt được một số danh tiếng trong ngành công nghiệp như một nhà soạn nhạc trò chơi. Thay vì lưu diễn thế giới, tôi nhận được thư hâm mộ từ khắp nơi trên thế giới. Thay vì bán hàng triệu album, âm nhạc của tôi là trên hàng triệu các trò chơi! Và tôi bán đủ các album của riêng tôi cho phép tôi tiếp tục phát hành chúng. Vì vậy, theo một cách khác, tôi có tất cả những thứ mà tôi muốn. Và tôi hạnh phúc hơn với điều đó. Điều làm trọn nhất của nó là tôi cảm thấy tôi đóng góp một cái gì đó có ý nghĩa với một số lượng đáng kể mọi người, và quan trọng hơn, tôi là một phần của dự án quan trọng rất nhiều đến cuộc sống cá nhân của tôi, như Star Wars! ”
Klepacki không tìm kiếm một hợp đồng thu âm, nói nó là một "dây chuyền khủng khiếp của các bước để nhận được sự nổi tiếng." Chỉ trích gay gắt ngành công nghiệp ghi âm, ông đổ lỗi cho MTV-mô tả nó như là một "kênh chương trình truyền hình thực tế cho thanh niên" để đưa một gương mặt đẹp về âm nhạc và phá hủy các xác định giá trị độc lập của âm thanh thực tế . Klepacki đã tuyên bố nhạc pop đã trở thành "trò hề lớn nhất trong lịch sử âm nhạc-ít linh hồn, máy móc, và chỉ được thực hiện cho mục đích tạo đồng dollar nhanh nhất có thể, nhấn mạnh vào hình ảnh hơn âm nhạc."  Ông cũng chỉ trích đồng bộ môi và các đóng gói lại của thể loại âm nhạc thông qua các nhãn hiệu khác nhau như Nu metal cho nhạc rock và Neo soul cho nhạc linh hồn . Ông tin rằng việc ký kết một thỏa thuận không bảo đảm lợi nhuận và thà giữ lại công việc của mình là giám đốc âm thanh. Những tâm tình này đã được lặp lại trong một minh họa đặc biệt của ban nhạc Home Cookin' vào năm 2000-Klepacki cho biết nhóm này muốn "làm việc với một nhãn hiệu, không phải cho họ."  Phát biểu rằng ông sẽ không thỏa hiệp công việc của mình cho sự phổ biến, ông tin rằng "the only artists that have any longevity are the ones that pioneer a movement—not follow one."  Ông thích làm việc độc lập, vì ông không muốn "thay đổi...âm nhạc vì lợi ích của đài phát thanh nhạc pop."  Ông cho internet như một phương tiện mà qua đó các nghệ sĩ sáng tạo và bản gốc có thể được tìm thấy. Klepacki tin rằng nó là con đường ưu tiên cho âm nhạc khi so sánh với đài phát thanh sóng-nơi người ta nghe cùng một bài hát trong 3 tháng tại một thời điểm." . Khi được phỏng vấn về việc chia sẻ tập tin, ông bày tỏ cảm xúc lẫn lộn . Giữ đĩa compact là "just too damn expensive", Klepacki tin rằng một vài đô la giảm giá sẽ "ngăn chặn mọi người tải về miễn phí."  Ngược lại, ông lưu ý rằng các nghệ sĩ-những người "không nhận được nhiều tiền như bạn nghĩ"-cần phải được bồi thường cho công việc của họ . Nghệ sĩ yêu thích của ông trong thập kỷ, bắt đầu từ những năm 1960 là Sly and the Family Stone, Graham Central Station, Metallica, Home Cookin' và Bob Schneider .

## Full discography
Âm nhạc video game
- DragonStrike (Westwood Studios, 1991)
- Eye of the Beholder II (Westwood Studios, 1991)
- Dune II (Westwood Studios, 1992)
- Dungeons & Dragons: Warriors of the Eternal Sun (Westwood Studios, 1992)
- Order of the Griffon (Westwood Studios, 1992)
- The Legend of Kyrandia (Westwood Studios, 1992)
- Lands of Lore (Westwood Studios, 1993)
- The Legend of Kyrandia II (Westwood Studios, 1993)
- Disney's The Lion King (Westwood Studios, 1994)
- The Legend of Kyrandia III (Westwood Studios, 1994)
- Young Merlin (Westwood Studios, 1994)
- Command & Conquer (Westwood Studios, 1995)
- Parker Brother's Monopoly (Westwood Studios, 1995)
- Command & Conquer: The Covert Operations (Westwood Studios]], [[1996)
- Command & Conquer: Red Alert (Westwood Studios, 1996)
- Command & Conquer: Red Alert: Counterstrike (Westwood Studios, 1997)
- Command & Conquer: Red Alert: Aftermath (Westwood Studios, 1997)
- Lands of Lore 2 (Westwood Studios, 1997)
- Blade Runner (Westwood Studios, 1997)
- Command & Conquer: Red Alert: Retaliation (Westwood Studios, 1998)
- Command & Conquer: Sole Survivor (Westwood Studios, 1998)
- Dune 2000 (Westwood Studios, 1998)
- Command & Conquer: Tiberian Sun (Westwood Studios, 1999)
- Lands of Lore 3 (Westwood Studios, 1999)
- Command & Conquer: Tiberian Sun: Firestorm (Westwood Studios, 2000)
- Command & Conquer: Red Alert 2 (Westwood Studios, 2000)
- Nox (Westwood Studios, 2000)
- Command & Conquer: Red Alert 2: Yuri's Revenge (Westwood Studios, 2001)
- Emperor: Battle for Dune (Westwood Studios, 2001)
- Pirates: The Legend of Black Kat (Electronic Arts, 2001)
- Command & Conquer: Renegade (Westwood Studios, 2002)
- Earth & Beyond (Westwood Studios, 2002)
- Star Wars: Empire at War (Petroglyph Games, 2006)
- Star Wars: Empire at War: Forces of Corruption (Petroglyph Games, 2006)
- Universe at War: Earth Assault (Petroglyph Games, 2007)
- Command & Conquer: Red Alert 3 (EA Los Angeles, 2008)
- Command & Conquer: Red Alert 3: Uprising (EA Los Angeles, 2009)
- Panzer General: Allied Assault (Petroglyph Games, 2009)
- End of Nations (Petroglyph Games, TBA)

Ban nhạc, phim, và âm nhạc solo
- There's a Home (I AM, 1995)
- Mmm, Mmm, Mmm, (Home Cookin', 1997)
- Unreel Invasion (phim ngắn, 1999)
- Pink in the Middle (Home Cookin', 2000)
- Essence of the Force (phim ngắn, 2002)
- Morphscape (2002)
- Rocktronic (2004)
- Virtual Control (2005)
- The Bitters (The Bitters, 2006)
- Awakening of Aggression (2006)
- Grudgement Day (The Bitters, 2008)
- Infiltrator (2009)
- Viratia (2009)

Nhạc thương mại
- MTV (1997)
- Cupid (abc, 2000)
- Miller Genuine Draft (2001)
- Ultimate Fighting Championship Pay-per view (Fox Sports, 2003–2006)
- The Ultimate Fighter (Spike TV, 2005–2006)
- Ultimate Fight Night (Spike TV, 2005–2006)
- Amp'd Mobile (Spike TV, 2005–2006)
- Inside the MMA (HDNet, 2007)
- HDNet Fights (HDNet, 2007)